# Red (Pokémon)
Red (レッド) é o personagem fictício protagonista da primeira geração de jogos da franquia Pokémon, sendo o único personagem do jogador nos títulos originais Pokémon Red & Green e suas versões aprimoradas Blue e Yellow. Nos remakes FireRed & LeafGreen ele é a opção masculina enquanto sua nova contraparte Green é a opção feminina. Red futuramente retornou em outros títulos da série seja como parte da narrativa de outros jogos ou como um chefão. O personagem foi elaborado por Satoshi Tajiri, o criador da franquia, e desenhado pelo designer Ken Sugimori. Antes da Geração II ele era conhecido oficialmente pelo mesmo nome que seu criador, Satoshi (サトシ).
Red é um protagonista silencioso apresentado como um garoto de 11 anos fascinado pelas criaturas Pokémon. Ele começa sua aventura quando recebe do Professor Carvalho um aparelho Pokédex que registra informações dos Pokémon e parte para completá-lo. Durante suas viagens pela região de Kanto ele também desafia os oito Líderes de Ginásio em batalhas Pokémon para se tornar o novo campeão local. Red disputa esse objetivo com seu rival Blue e ainda enfrenta a maligna Equipe Rocket diversas vezes, impedindo seus planos de cometer crimes usando Pokémon.
A rápida popularidade de franquia levou o personagem a ser adaptado no mangá Pokémon Adventures em 1997 onde começou-se a perder a ideia de que se tratava de um mero avatar controlado pelo jogador. Apesar disso, Red recebeu boas críticas tanto por suas aparições com traços pessoais quanto por ser um ótimo veículo para que os jogadores pudessem se inserir no mundo Pokémon. Ele continuamente é adaptado em outras mídias, quase sempre como um personagem mudo e um grande treinador. Red foi a base para a criação de Ash Ketchum, o protagonista da série de animes da fraquia.

## Criação e concepção
A nomeação do personagem foi um assunto duradouro para a Game Freak, desenvolvedora dos jogos. Inicialmente ele seria Yuuichi mas logo a empresa optou por Satoshi em homenagem ao criador do jogo. Yuuichi teria um chicote em mãos, algo que depois foi definido como característico de alguns membros da Equipe Rocket. Apesar da escolha temporária do nome Satoshi, em dados do jogo já foi constatado que em certo momento ele tinha o nome passageiro de Ninten enquanto seu rival era Sony, referenciando a rivalidade entre as empresas Nintendo e Sony. Outro de seus nomes temporários era Osamu. De acordo com o criador Satoshi Tajiri, Red é basicamente ele mesmo quando era criança. Sua fascinação pelos Pokémon é inspirada no passatempo que Taijiri tinha de caçar insetos.
Conforme a sequência Pokémon Gold & Silver estava para ser lançada, a Game Freak começou a indicar o suposto retorno de Red através de revistas promocionais. Posteriormente o nome Satoshi foi disponibilizado para o protagonista em demos do jogo no evento Nintendo Space World 97, porém depois foi confirmado que este seria um personagem diferente de Red. O protagonista de Gold & Silver, que eventualmente recebeu o nome Ethan, começaria sua jornada após se sentir inspirado pela história de um garoto em Kanto que completou a Pokédex mas qualquer menção a Red acabou sendo reservada para o final do jogo. Outra ideia descartada era que Red seria um líder de ginásio mas ao invés disso foi definido que ele seria o chefão final do jogo, localizado no último local acessível do mapa, o Monte Silver.
O design de Red permaneceu consistente ao longo dos anos. Seu visual de calça jeans com camisa preta, jaqueta vermelha, sapatos com detalhes também vermelhos e boné vermelho com branco foi a base de sua aparência mesmo com pequenas diferenças em cada título. Em Pokémon Sun e Moon ele foi apresentado como adulto pela primeira vez. Sua camisa, agora branca, contém o número 96 estampado em referência ao ano de sua estreia em Red & Green.

## Aparições

### Linha principal dePokémon

Red adulto em Sun & Moon.

Em Pokémon Red, Green e Blue, o jogo abre com o Professor Carvalho convocando os rivais Red e Blue, que é neto do professor, para selecionarem um Pokémon inicial e partirem em sua jornada para registrar todas as espécies de Kanto na Pokédex. Dentre as opções Bulbasaur, Charmander e Squirtle, Blue escolhe aquele que terá vantagem sobre o escolhido por Red. Já em Pokémon Yellow, um Pikachu é entregue a Red. Os dois partem em caminhos diferentes, capturando Pokémons para compor seus times e derrotar os oito líderes de ginásio locais que lhes dão insígnias após cada vitória. Blue está sempre um passo à frente e aparece em certos locais para impedir o progresso de Red. Outro desafio que Red encontra é a Equipe Rocket, uma gangue de ladrões operando em Kanto. Red eventualmente se infiltra no esconderijo inimigo onde conhece o chefe Giovanni e continua a estragar seus planos até descobrir que Giovanni é o oitavo é último líder de ginásio de Kanto. Após vencê-lo, o relacionamento entre Red e seus Pokémon convence Giovanni a desmantelar a Equipe Rocket. Seguindo para o Platô Índigo, Red desafia os treinadores mais habilidosos, a Elite Quatro, para se tornar o campeão regional mas no final é recebido por Blue que já os havia derrotado e se tornado campeão. Os dois se enfrentam uma última vez e Red se consagra o novo campeão. Nos remakes Pokémon FireRed e LeafGreen é mostrado que ele continuou suas aventuras e foi até as Ilhas Sevii derrotar os membros remanescentes da Equipe Rocket.
Em Pokémon Gold, Silver e Crystal quando o jogador deixa Johto e viaja para Kanto, alguns habitantes comentam que o antigo campeão local está desaparecido. Ao chegar no topo do Monte Silver, o jogador encontra Red como o último desafio do jogo. Seu time é composto por Pikachu, Charizard, Blastoise, Venusaur, Snorlax e Espeon. Red desaparece após ser derrotado, mas retorna toda vez que o jogador refizer a Elite Quatro. Nos remakes Pokémon HeartGold e SoulSilver seu Espeon é trocado por um Lapras.
Em Pokémon Black 2 e White 2, Red pode ser desafiado no Torneio dos Campeões no modo Pokémon World Tournament. Já em Pokémon Sun e Moon e suas versões melhoradas Ultra Sun e Ultra Moon, Red e Blue aparecem como adultos e chefiam as batalhas do modo Battle Tree. Ambos podem ser desafiados conforme o jogador avança nos combates.

### Jogos derivados
Na continuidade do par Pokémon: Let's Go, Pikachu! e Let's Go, Eevee!, que por sua vez são recriações de Pokémon Yellow, Red já completou sua jornada em Kanto muitos anos antes do personagem jogador. Quando certas condições são atingidas dentro do jogo, Red pode ser desafiado no Plato Índigo. Vencê-lo garante ao jogador o título Battle Master. Em Pokémon Stadium 2 ele é o último oponente no castelo de Kanto. Nos créditos finais do jogo Red é visto enfrentando Blue. Ele é jogável no modo batalha em ambos Pokémon Colosseum e Pokémon XD: Gale of Darkness quando um cartucho de FireRed ou LeafGreen está conectado ao GameCube. Apesar de não estar presente na versão final do jogo, Red apareceu no trailer de anúncio de Pokémon Battle Revolution batalhando contra Green. Ele aparece no jogo para celular Pokémon Masters EX.

### Outras mídias

Red em Origins.

Red apareceu em dois títulos da franquia de jogos de luta Super Smash Bros. sobe o nome Pokémon Trainer (Treinador Pokémon, em tradução livre). Sua estreia foi em Super Smash Bros. Brawl onde ele permanece no fundo do estágio enquanto o jogador alterna o controle entre seus três Pokémons: Charizard, Ivysaur e Squirtle. Ele retorna com a mesma mecânica em Super Smash Bros. Ultimate, onde ainda pode ser mudado para sua contraparte feminina, Green.
O anime Pokémon Origins adapta a história de Red de forma resumida em quatro episódios. Exibido em 2013 dez dias antes do lançamento de Pokémon X e Y, o anime acrescenta elementos da sexta geração à narrativa para promover os jogos. Dessa forma, o Charizard de Red é capaz de mega evoluir para Charizard X. Aqui o personagem não é tratado de forma silenciosa e é dublado pela seiyū Junko Takeuchi. Na websérie animada Pokémon Gerações, Red protagoniza o primeiro episódio A Aventura, capturando um Pikachu e juntos eles viajam por Kanto, Johto, Hoenn, Sinnoh, Unova e Kalos enfrentando Pokémon tanto selvagens quanto lendários. Já o terceiro episódio O Desafiante termina com Red chegando à sala do campeão para desafiar Blue. Também aparece brevemente no último episódio de Pokémon Evoluções com seu Charizard.
Red possui cartas próprias no jogo de cartas ilustradas oficial da franquia, Pokémon Trading Card Game. Em 2020, em preparação para as expansões de Pokémon Sword e Shield, a Pokémon Company produziu um clipe musical animado chamado "GOTCHA!" para promover os jogos. O clipe, que conta com a música Acacia da banda japonesa Bump of Chicken, mostra diversos personagens e momentos da franquia, incluindo a luta entre Red e Ethan.
Inúmeros mangás foram feitos sobre Pokémon e Red aparece em muitos. Sua primeira versão no mundo literário foi em Pokémon Pocket Monsters como um garoto chamado Isamu Akai (赤井 勇) e apelidado de Red por conta do kanji 赤 contido em seu nome. O mangá tem um tom humorístico e apresenta um Clefairy falante como primeiro parceiro de Red. Um título que se destaca é Pokémon Adventures onde ele é um dos personagens principais no primeiro arco "Red, Green & Blue". Nessa história seu inicial é um Bulbasaur. Adventures expande a narrativa dos jogos e até mesmo separa o conteúdo adicional dos remakes em outros arcos; a participação de Red nas Ilhas Sevii, por exemplo, forma o arco "FireRed & LeafGreen". O mangá Pocket Monsters HGSS Jō's Big Adventure acaba com o personagem principal Jō escalando o Monte Silver e encontrando Red para enfrentá-lo.

## Recepção e críticas
Red é um personagem bastante elogiado e querido mundialmente por fãs e críticos. Em uma análise de sua história, o site Terra ressalta como ele conquistou sua jornada sozinho e constantemente retorna como um marco que testa as habilidades dos jogadores. O portal Game Rant enaltece Red ainda mais, comentando que ele é provavelmente o personagem mais respeitado da franquia cujo "status de lenda" continua a ser mantido. Outro redator do site colocou Red em primeiro lugar no "Top 11 Protagonistas de Pokémon", descrevendo seu caráter silencioso e frio similiar à aura de um oponente poderoso que não deve ser subestimado. Apareceu também em segundo lugar no "Top 10: Personagens secundários da série Pokémon" do site Nintendo Blast por sua aparição em Gold, Silver e Crystal e seus remakes. Sua participação, apesar de rápida, é descrita como épica. Seu papel como protagonista silencioso também já foi elogiado. Ele foi citado como um dos melhores personagens desse tipo pelo The Gamer, que afirmou: "Red é um exemplo perfeito de fornecer aos jogadores um avatar que os encapsula perfeitamente e sua aventura no jogo. Não há história de fundo, nem relacionamentos ou laços profundos, apenas um personagem silencioso para ajudá-lo a se sentir imerso no mundo". Red entrou para o Guinness World Records Gamer's Edition, em sua edição de 2011, como um dos cinquenta melhores personagens de videogame já criados, eleitos aqui por voto popular de aproximadamente treze mil fãs. No livro ele aparece erroneamente sobe o nome de Ash Ketchum.
Muitas mercadorias baseadas em Red e sua aparência foram comercializadas. Réplicas de seu boné são um dos itens mais notórios. Outros itens incluem figuras de ação em miniatura e camisetas. O fã e designer brasileiro Pedro Araújo criou várias animações homenageando Red. Dentre essas animações encontra-se uma de três horas, feita ao longo de dois anos, que narra a história do personagem ao longo de Red & Blue. O grupo de entretenimento online Rooster Teeth, em seu show Death Battle, colocou Red e seu Charizard em uma luta até a morte contra Tai Kamiya e seu Agumon, ambos de Digimon, onde Red saiu derrotado.